# Tallers Oliva Artés
Els Tallers Oliva Artés són una antiga fàbrica del Poblenou de Barcelona, catalogada com a bé amb elements d'interès (categoria C).

## Història
El 1880, l'enginyer mecànic Andreu Oliva i Guillamí (1846-1913) va fundar una empresa dedicada a la fabricació i reparació de maquinària. El 1920, el seu fill Andreu Oliva i Lacoma i el seu gendre Pau Artés i Oliva (1866-1928), sota la raó social Fill i Gendre d'Antoni Oliva, van encarregar el projecte d'unes noves naus a l'arquitecte Claudi Duran i Ventosa, instal·lacions que foren ampliades amb una altra nau per Víctor Surribas el 1941.
L'activitat industrial s'hi va mantenir fins al 1978, quan l'empresa va fer suspensió de pagaments, però va poder continuar com a cooperativa fins al tancament definitiu l'any 2000.
La nau del carrer del Marroc va ser reformada el 2006 per l'Escola Taller i actualment és una caserna de la Guàrdia Urbana. Les de l'interior del parc allotgen un equipament museístic integrat al MUHBA, on es poden visitar l'exposició permanent Interrogar Barcelona. De la industrialització al segle XXI, i exposicions temporals. El projecte de rehabilitació (2009) va anar a càrrec de l'arquitecte Jordi Badia i Rodríguez (BAAS Arquitectura), i per problemes econòmics es va realitzar per etapes fins al 2015.

## Arquitectura
De l'antic complex fabril es conserven una nau aïllada, amb façana al carrer del Marroc, i tres naus paral·leles adossades que originalment limitaven amb el carrer de Pere IV i que actualment es troben integrades dins el Parc del Centre del Poblenou. Aquestes formen un conjunt de planta basilical, amb dues naus laterals amb entresolat i una central de doble alçada, amb cobertes a dues aigües suportades per encavallades metàl·liques.